# Antonsplatz (Wien)
Der Antonsplatz liegt im 10. Wiener Gemeindebezirk Favoriten. Er wurde 1897 nach dem Heiligen Antonius von Padua benannt, dem die Antonskirche in der Mitte des Platzes geweiht ist.

## Geschichte
Südlich des heutigen Antonsplatzes befand sich ursprünglich eine Ziegelei. 1834 wurde diese vom Kaffeesieder Leander Prasch in ein Vergnügungslokal umgebaut. Da der spätere 10. Bezirk damals noch unverbaut war, hatte man vom Alten Landgut einen großartigen Rundblick auf Wien. Es war eines der bekanntesten Vergnügungslokale der Biedermeierzeit, in dem Musiker wie Josef Lanner, Friedrich Fahrbach oder Franz Morelly zum Tanz aufspielten. Nach dem Niedergang des Etablissements wurde der weitläufige Garten 1851 in einen Acker umgewandelt, das Gebäude wurde zu einer Fabrik, die bis 1871 bestand. Noch heute erinnert die Landgutgasse und das Alte Landgut beim Verteilerkreis Favoriten an die einstige Vergnügungsstätte.

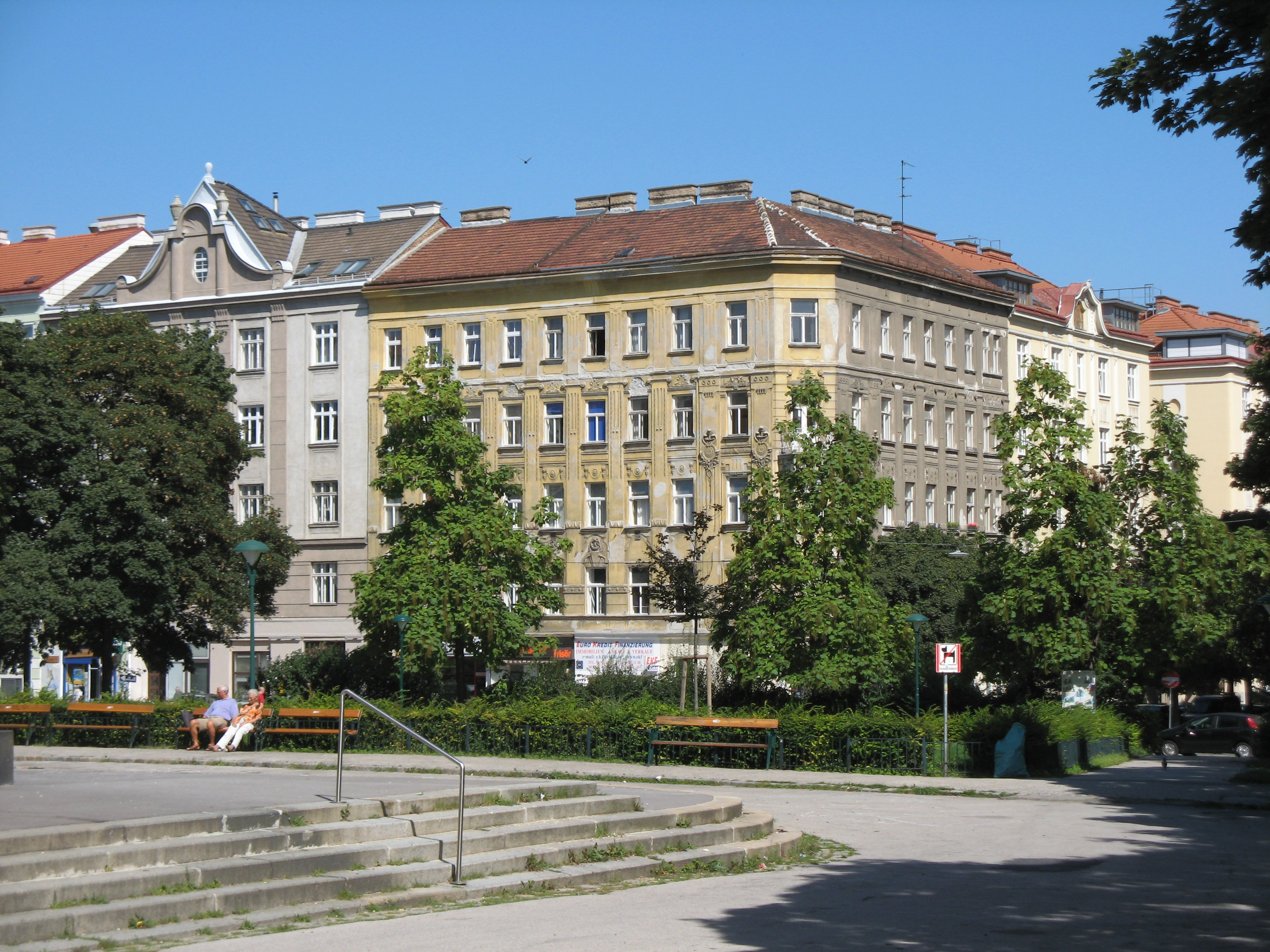
Antonsplatz

## Lage und Charakteristik
Der Antonsplatz ist ein großer trapezförmiger Platz südlich des Reumannplatzes im Zentrum von Favoriten. Er erstreckt sich zwischen der Schröttergasse im Norden und der Inzersdorfer Straße im Süden. In der Mitte wird er in ost-westlicher Richtung von der Gellertgasse durchquert, während vom Antonsplatz die Neusetzgasse nach Norden und die Wirerstraße nach Süden abgeht, die östliche Seite des Platzes verlängert sich in der Rechberggasse nach Süden. Die überwiegende Fläche des Antonsplatzes wird von einer Grünanlage eingenommen, in deren Zentrum sich der monumentale Bau der Antonskirche erhebt. Die Fahrbahnen entlang den Seiten des Platzes werden als Einbahnen geführt. Teilweise sind hier noch ehemalige Straßenbahngeleise der Linien 67 und 167 aus den Jahren 1971–78 zu sehen, heute verkehrt über den Antonsplatz die Autobuslinie 7A, die hier auch eine Haltestelle hat.
Ursprünglich war geplant, mit der Errichtung der Antonskirche und dem Antonsplatz ein repräsentatives Zentrum für den neuen und stark anwachsenden 10. Bezirk zu schaffen. Tatsächlich hat diese Funktion der nahe Reumannplatz eingenommen, der ein stark frequentierter Verkehrsknotenpunkt wurde, während der Antonsplatz abseits des Verkehrsbetriebes einen ruhigen und stillen Eindruck macht, der abgesehen von den Anwohnern lediglich von Pensionisten, Hundebesitzern und spielenden Kindern und Jugendlichen der Grünanlage wegen aufgesucht wird. Der Großteil der Häuser am Antonsplatz, insbesondere im Norden, besteht noch aus einem Verband vier- bis fünfgeschoßiger Zinshäuser vom Ende des 19. Jahrhunderts bzw. vom Anfang des 20. Jahrhunderts. Dies setzt sich in der Neusetzgasse fort, die in sein nördliches Ende mündet.
Der Antonsplatz weist heute auch einen gewissen orientalischen Charme auf, da die Antonskirche selbst in einem romanisch-byzantinischen Stil mit großer Kuppel erbaut wurde, der das Pfarrhaus im venezianischen Stil und ein großes armenisches Kreuz benachbart sind. Außerdem beherbergt der Platz derzeit gleich drei türkisch-islamische Kulturvereine mit Gebetsraum und Jugendzentrum.
In der nordöstlichen Ecke des Platzes befindet sich ein Pissoir der Firma Beetz aus dem Jahr 1905.

## Gebäude

### Pfarrkirche Hl. Antonius von Padua
Die größte und prachtvollste Kirche Favoritens liegt dominierend inmitten des Antonsplatzes und ist durch die mittig auf den Platz zuführenden Straßen schon von weitem sichtbar. Besonders vom Reumannplatz ist durch die kurze Neusetzgasse die Vorderseite der Kirche mit dem Hauptportal, der Kuppel und der sie bekrönenden großen Christusfigur gut zu erkennen. In den Jahren 1896 bis 1901 nach Plänen von Franz von Neumann errichtet, sind die Vorbilder Sant’Antonio in Padua und San Marco in Venedig deutlich erkennbar. Die Kirche wurde im Zweiten Weltkrieg durch Bombentreffer am 6. November 1944 und am 11. Dezember 1944 schwer zerstört, so dass erst 1961 die Aufbau- und Renovierungsarbeiten abgeschlossen werden konnten. Wegen Geldmangels konnte aber die Innenausstattung, vor allem die Wandgemälde August Wörndles, nicht wiederhergestellt werden. Dadurch ist der Eindruck des Innenraumes heute ein gänzlich anderer als jener des ursprünglichen Zustands. Wände und Decken sind weitgehend leer mit Ausnahme der Apsis, die Ausstattungsstücke stammen aus der Nachkriegszeit.
In der Antonskirche befindet sich am Antoniusaltar die größte und bedeutendste Reliquie dieses Heiligen in Wien, ein 6 cm großes Rippenstück. Die ältesten Kunstwerke der Kirche stammen ursprünglich von anderswo. Es handelt sich um eine Pieta aus der Zeit um 1700 sowie einen Heiligen Johannes Nepomuk aus dem 18. Jahrhundert, die sich beide auf dem Schmelzer Friedhof befanden.

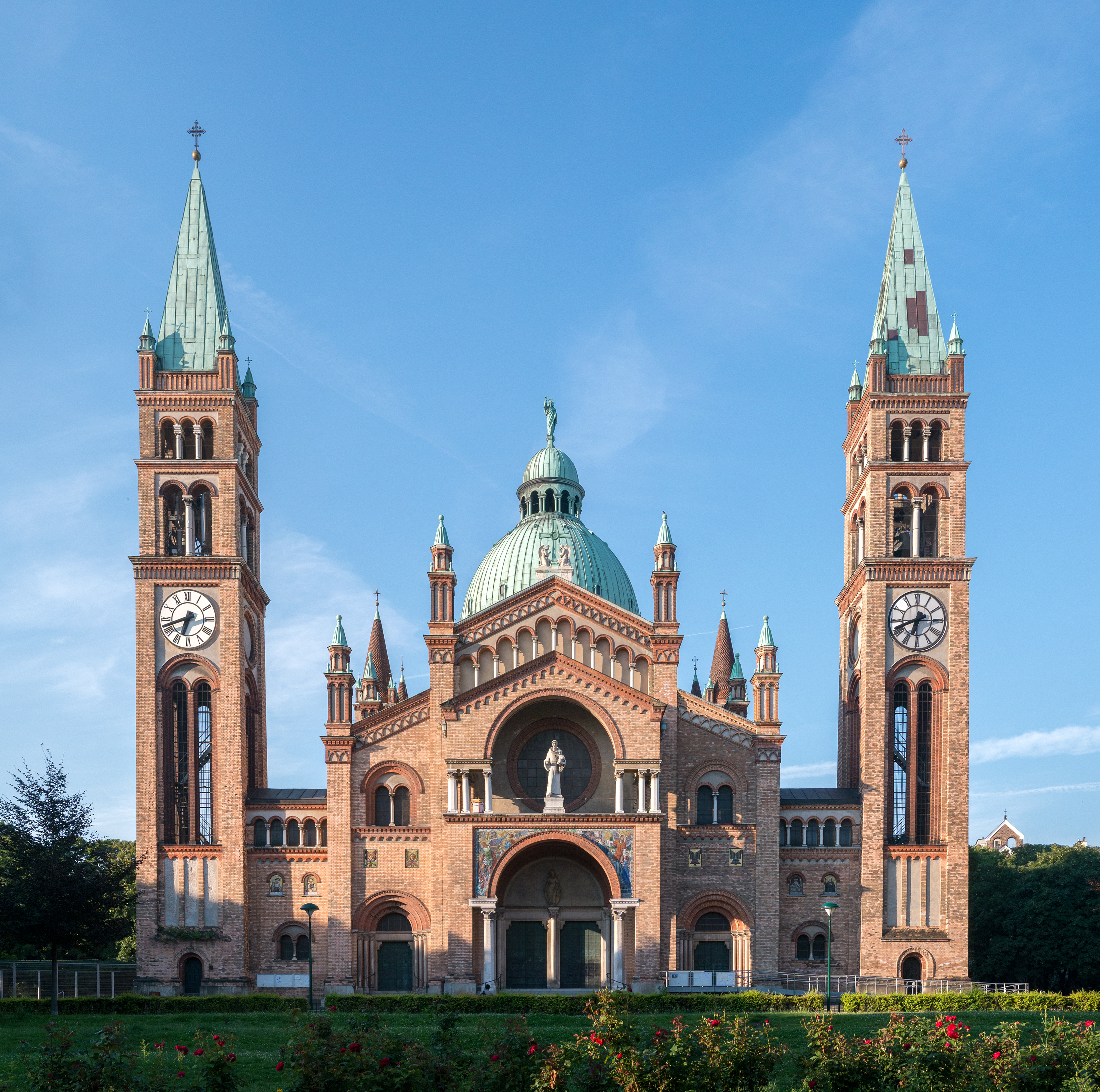
Nordseite
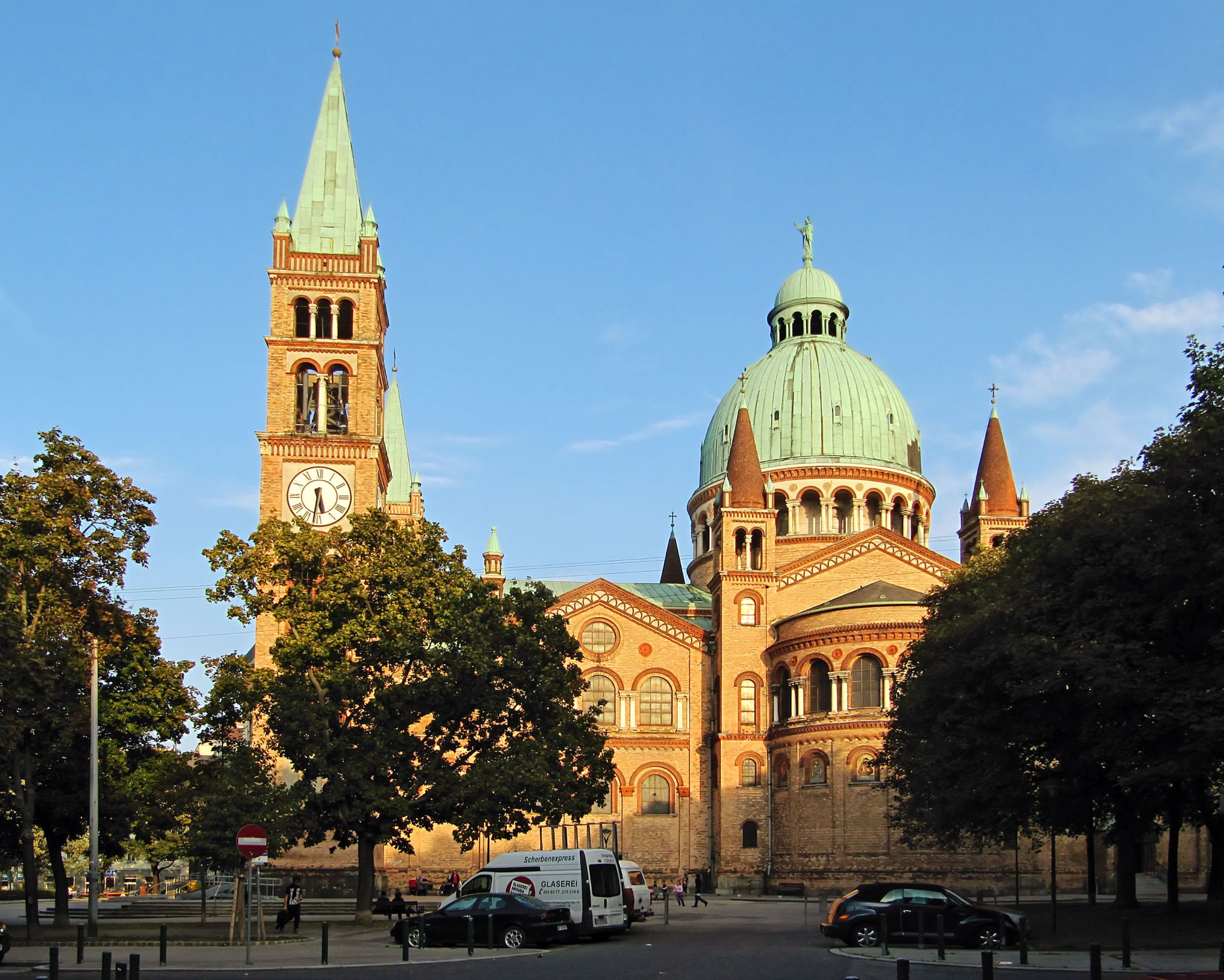
Westseite
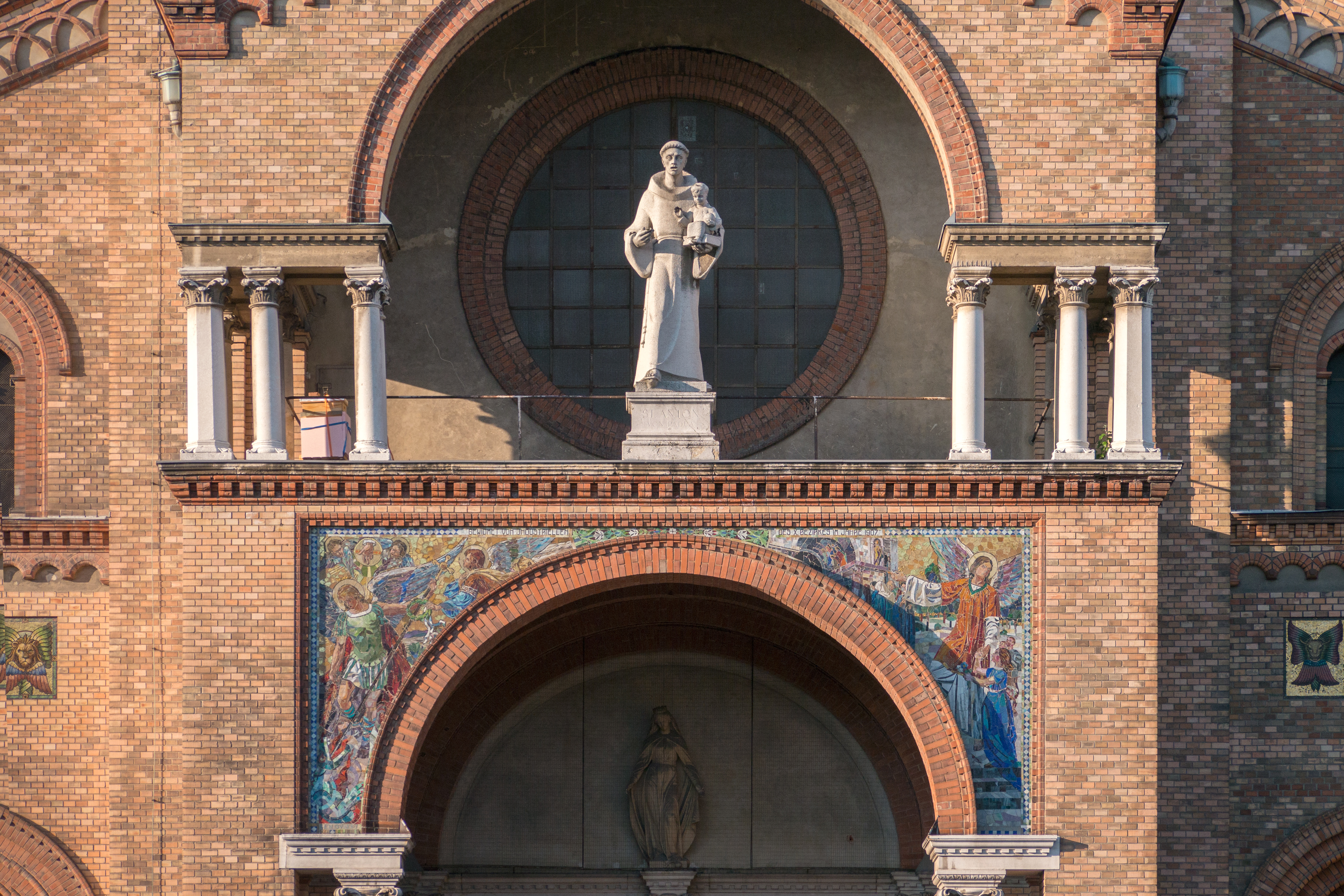
Antonius von Padua über dem Portal
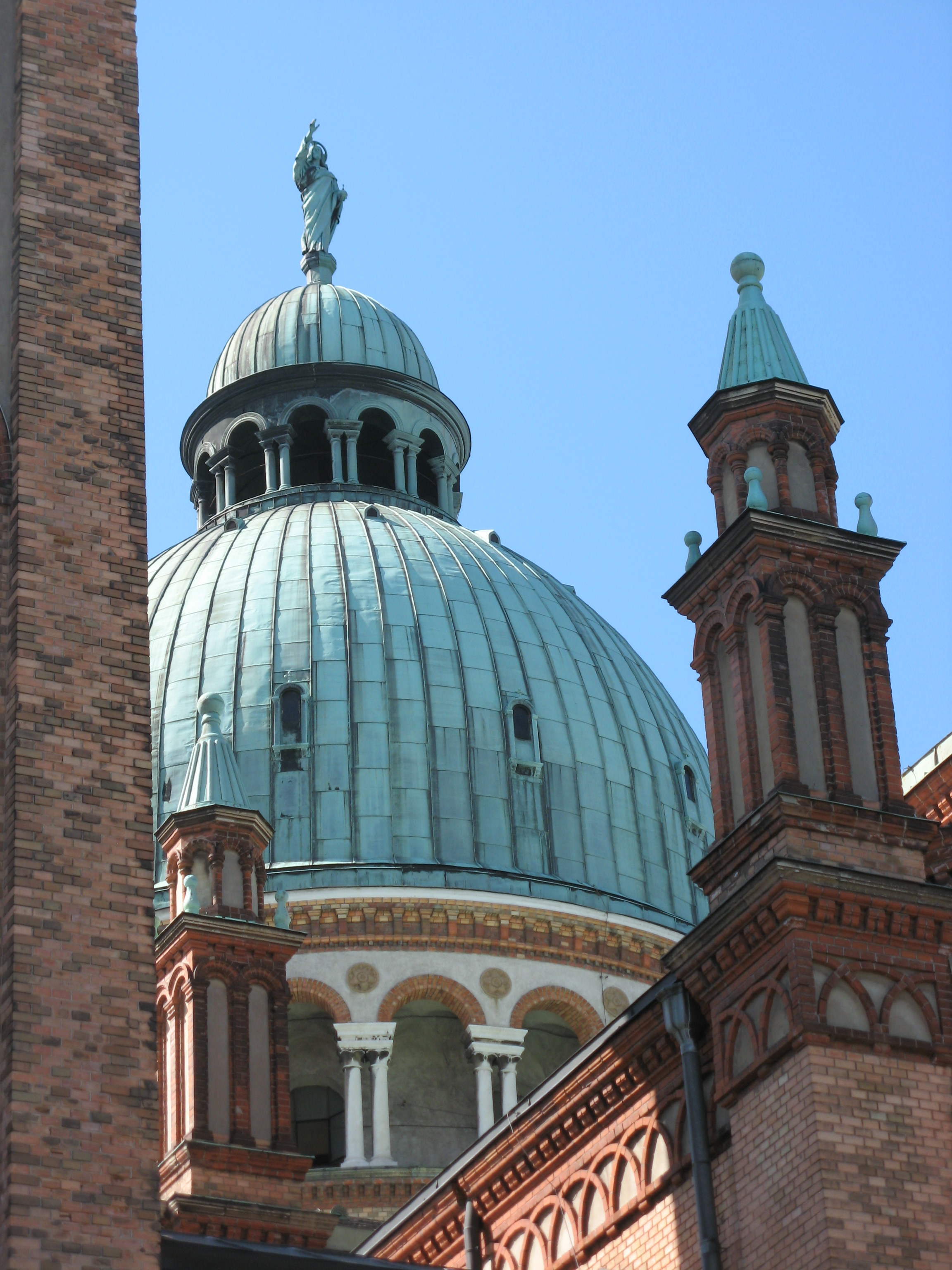
Kuppel
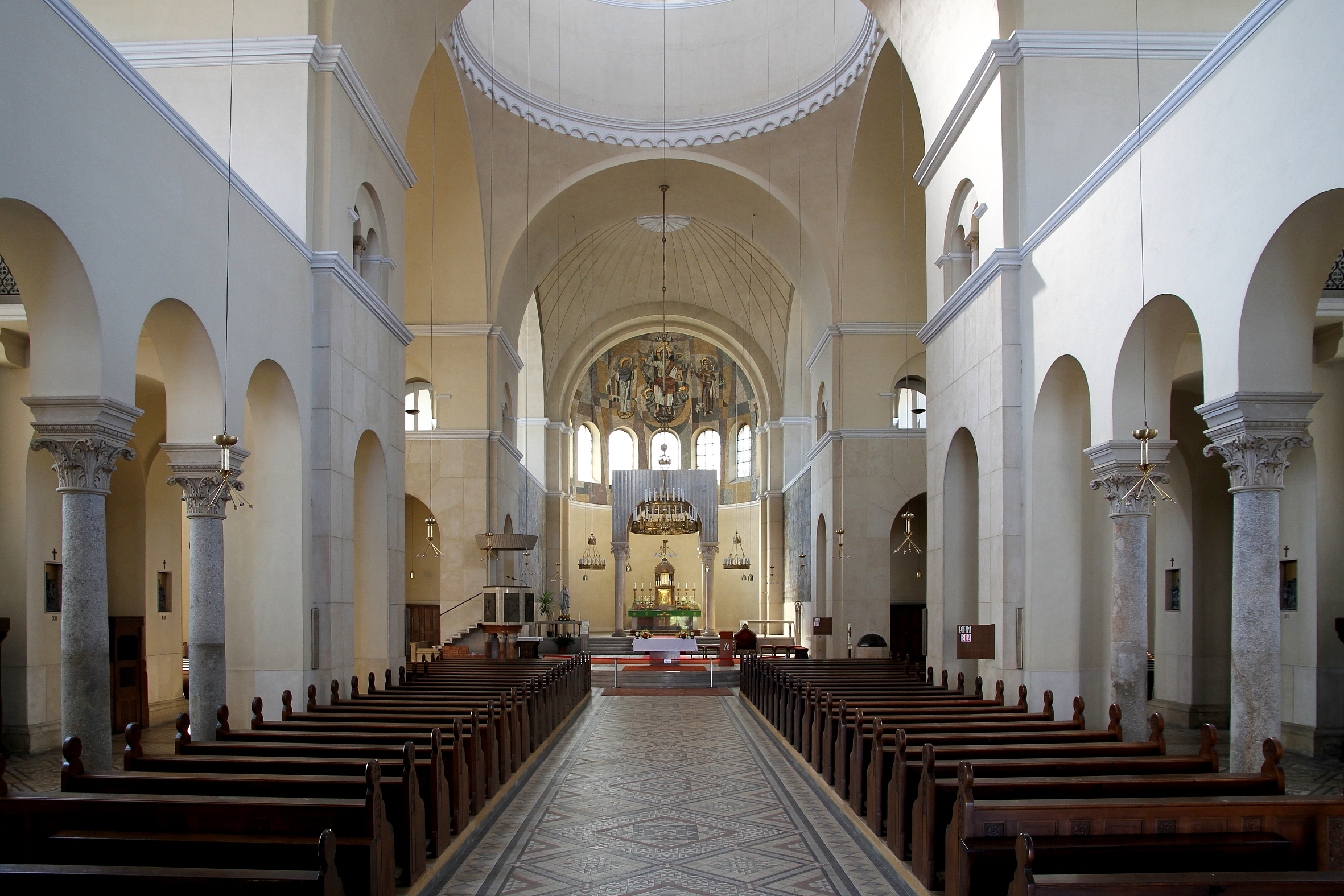
Innenraum
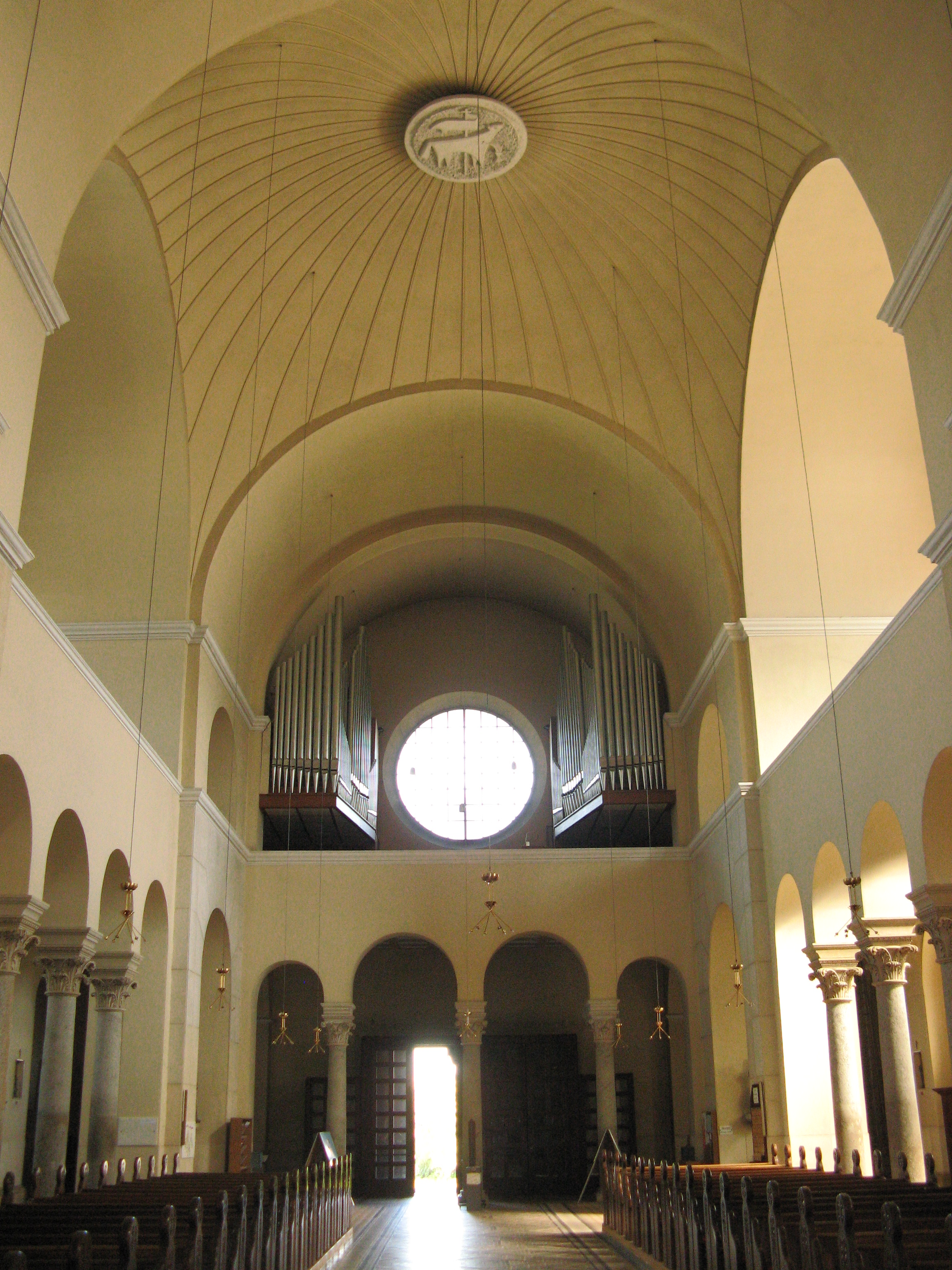
Orgel
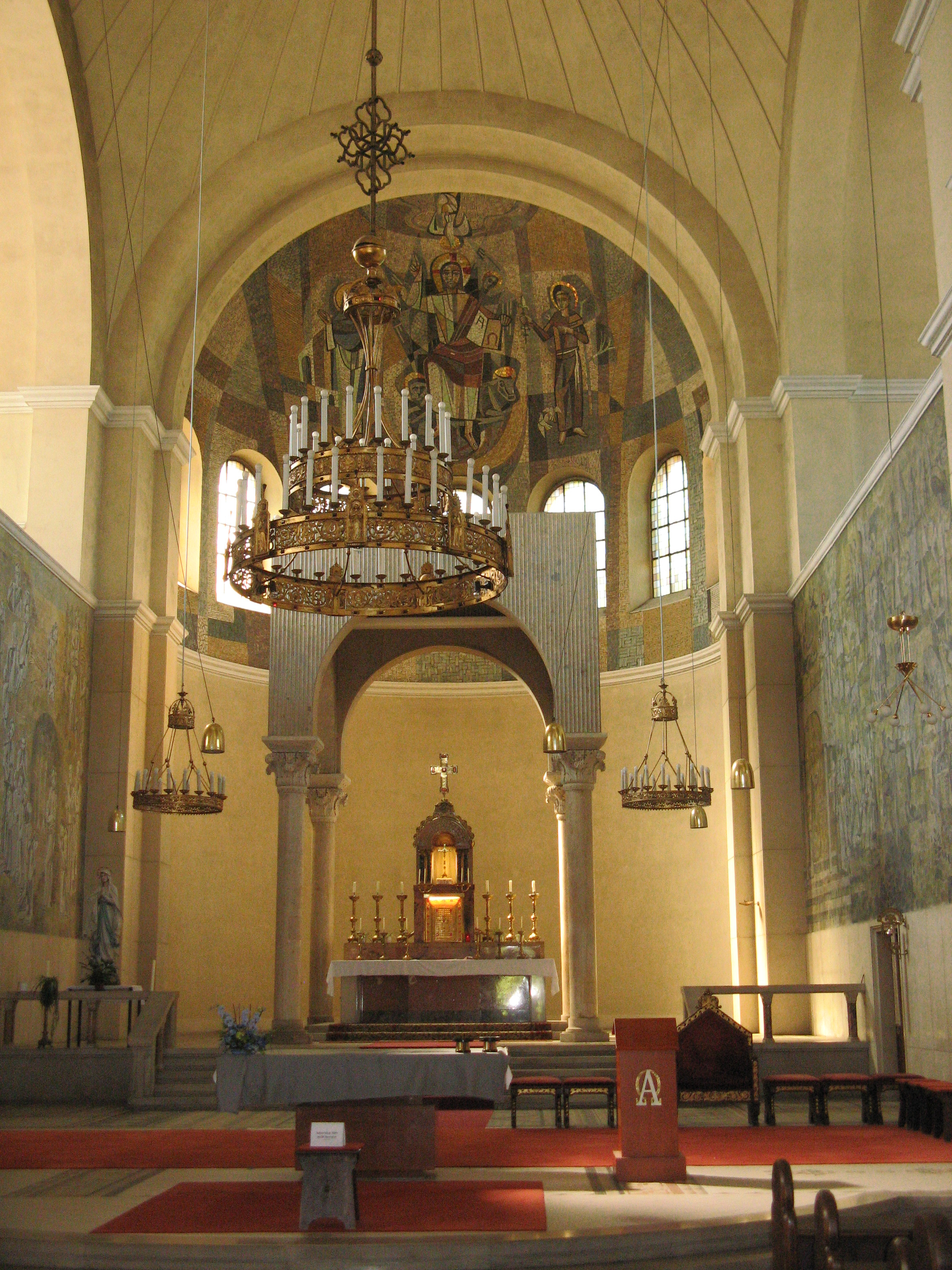
Altarraum
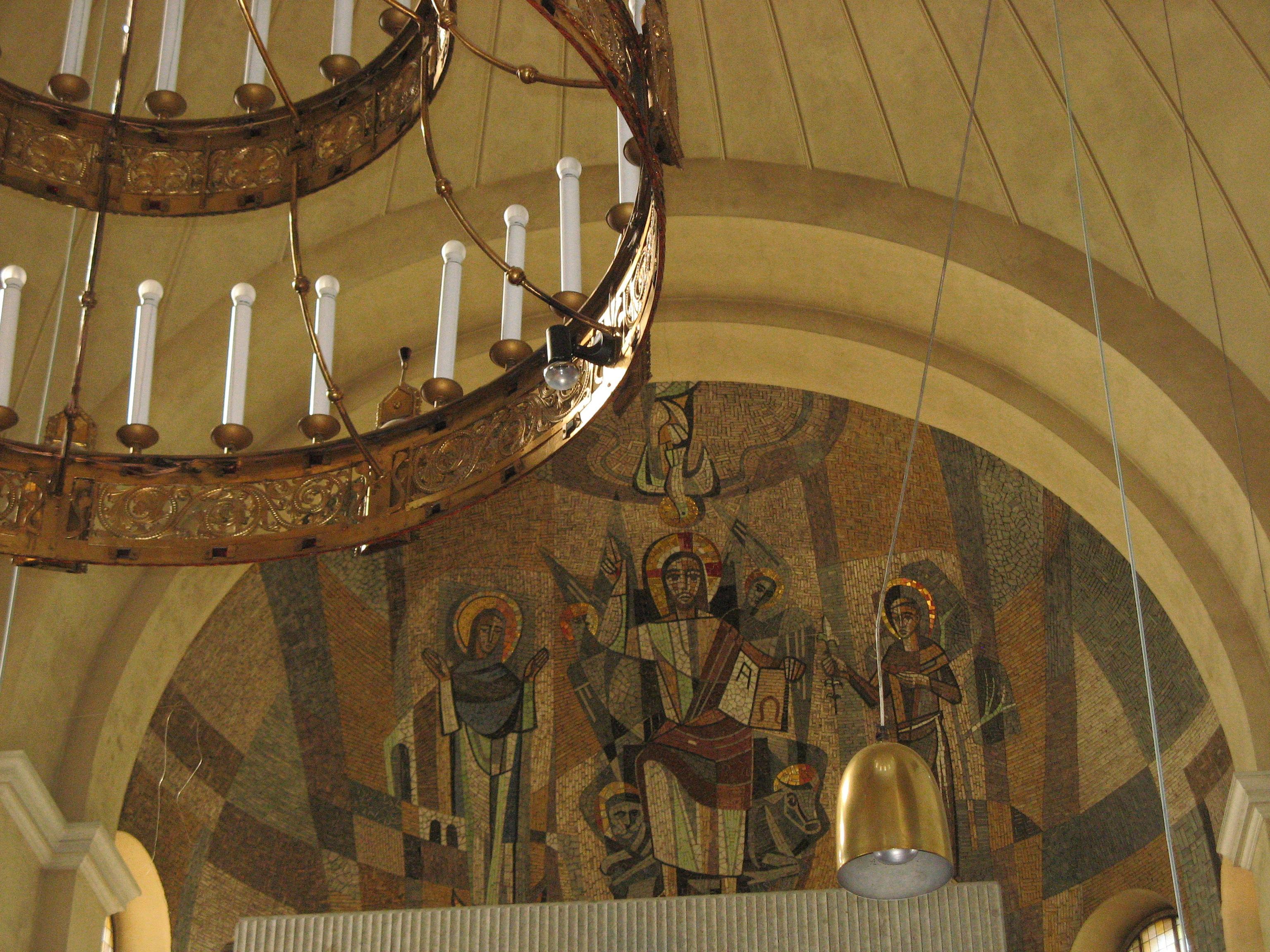
Christus Pantokrator von Ernst Bauernfeind
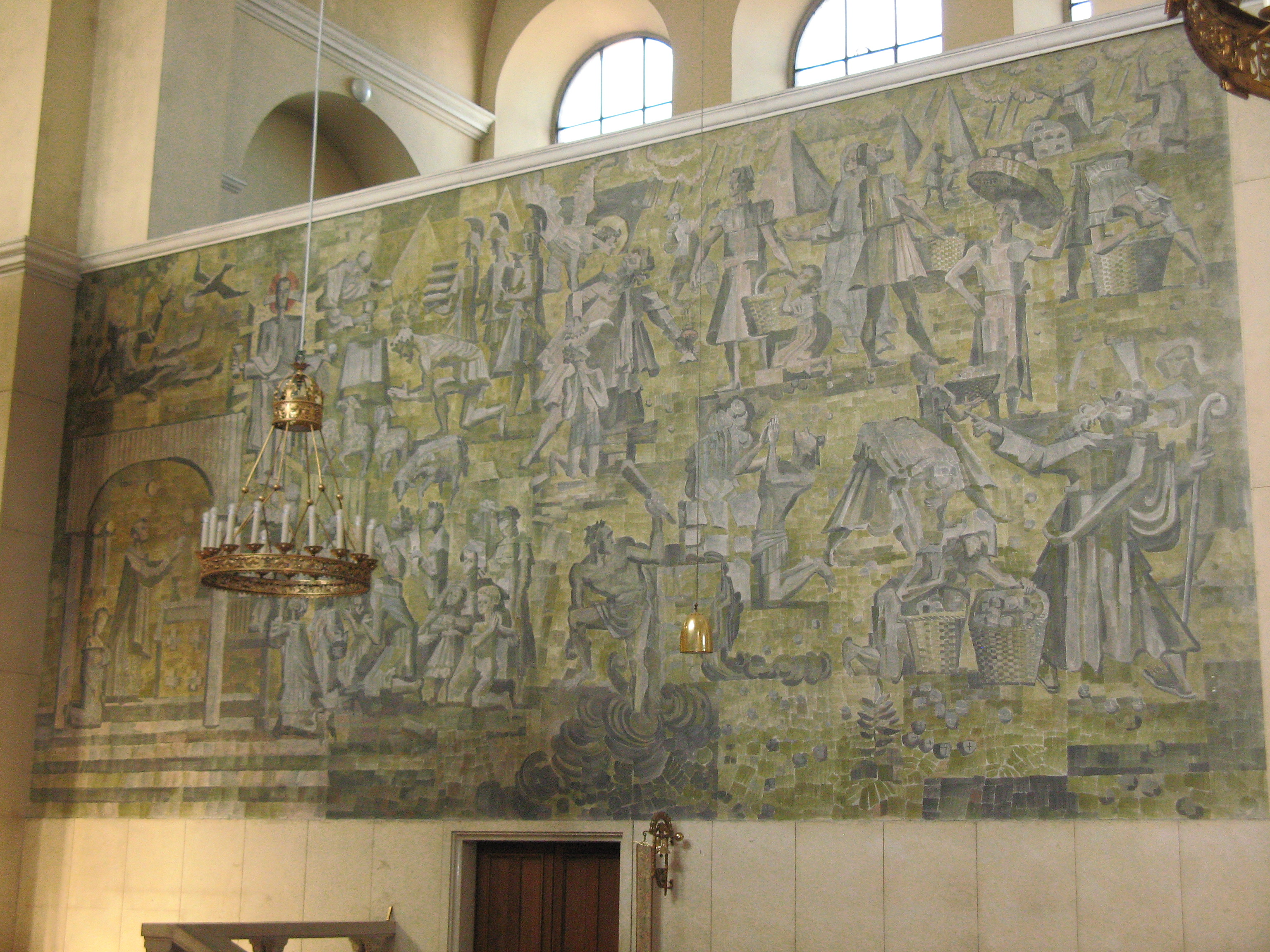
Fresko mit Szenen aus dem Alten Testament (1962) von Hans Alexander Brunner

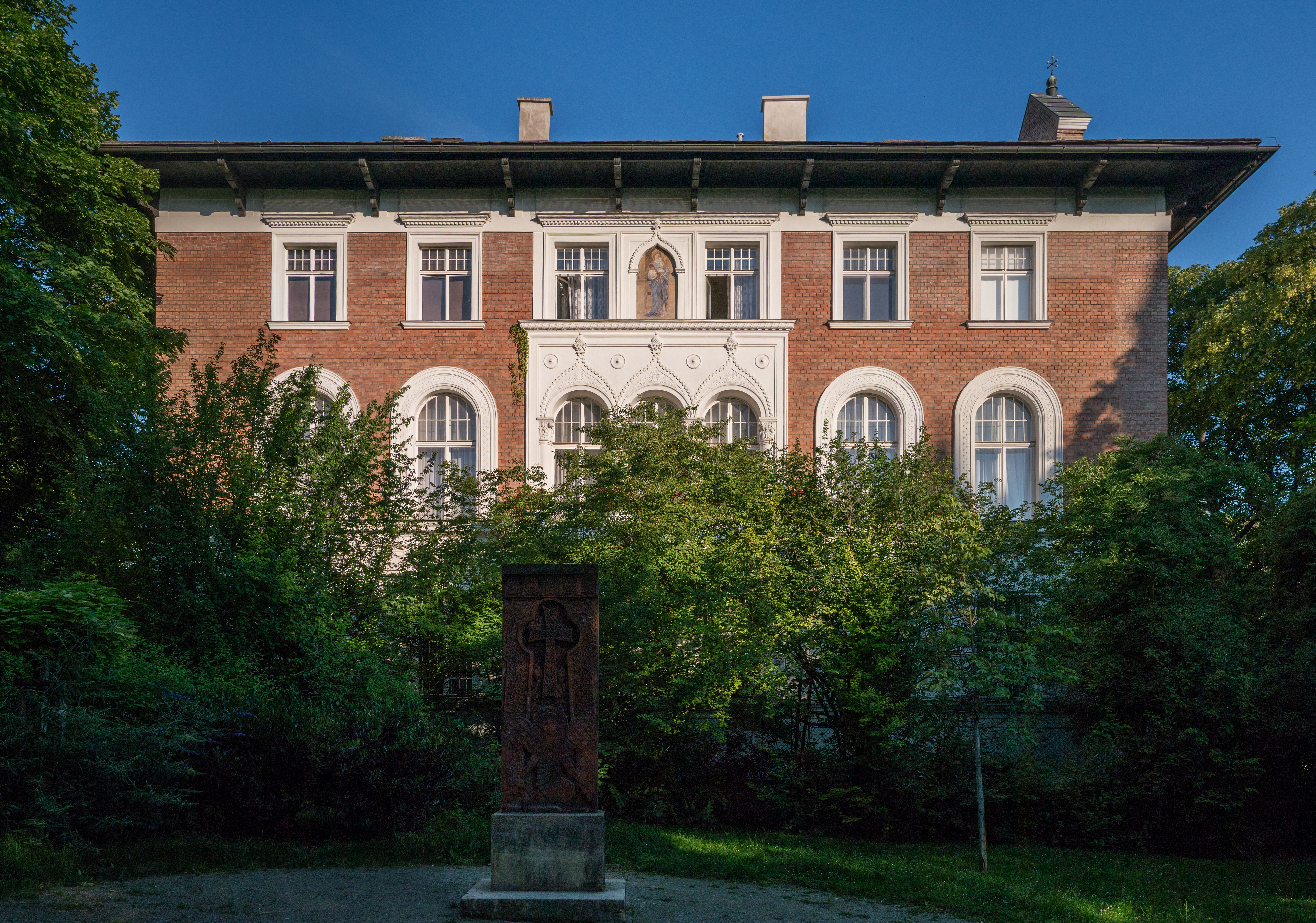
Pfarrhof

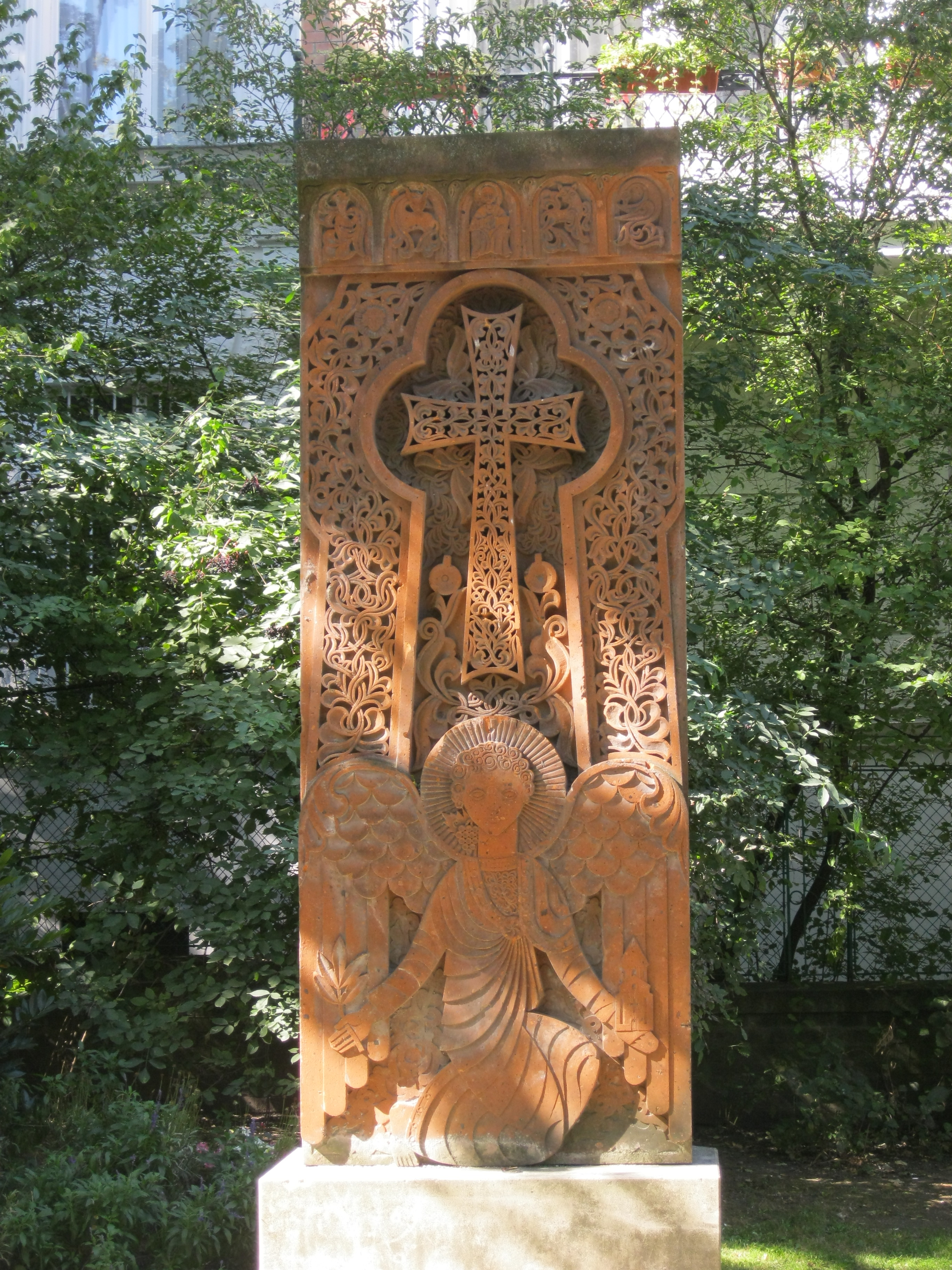
Armenisches Kreuz

### Pfarrhof
In der Grünanlage des Platzes freistehend neben der Kirche befindet sich der Pfarrhof, der ebenfalls um 1900 erbaut wurde. Er ist mittig mit einer im venezianisch-gotischen Baustil errichteten Trifore versehen und zeigt das Wandbild einer Madonna. Am Obergeschoß des kubischen Baus befinden sich Sichtziegel.

### Armenisches Kreuz
Zum Dank für die aus Österreich eintreffende Hilfe nach der großen Erdbebenkatastrophe 1988 in Armenien wurde zwischen Antonskirche und Pfarrhof ein Block mit reliefiertem Kreuz in traditionellen armenischen Formen aufgestellt.